# 均瑶集团
均瑶集团（英文：JuneYao Group）是中国一家以实业投资为主的服务业企业。

## 历史
创立于1991年7月，以航空运输和商业零售为主营业务，涉及教育、食品、高新科技投资等领域的集团公司。2000年后，均瑶集团将总部搬到上海。
2018年7月10日，中国東方航空非公開發行合計不超過16.16億股A股股票以及不超過5.2億股H股股票，分別募資不超過118億元人民幣和35.503億港元，其中均瑤集團及吉祥航空斥資73億和20億元合計認購發行不超過1,342,465,753 A股、吉祥航空及/或其指定的控股子公司斥資35.503億港元認購不超過517,677,777 H股，中國國有企業結構調整基金斥資20億元認購不超過273,972,602 A股，定增結束後，吉祥航空及一致行動人將持有東方航空總股本的10%

## 主要业务
航空运输
- 吉祥航空（上交所：603885）
- 九元航空
- 上海均瑶物流有限公司
- 均瑶旅行网

零售
- 江苏无锡商业大厦集团有限公司，大东方（上交所：600327）

教育
- 上海市世界外国语小学
- 上海市世界外国语中学

文化
- 上海均瑶文化传播有限公司

食品
- 均瑶乳业，均瑶健康（上交所：605388）

酒店
- 温州均瑶宾馆
- 宜昌均瑶国际酒店

置业
- 上海均瑶国际广场
- 宜昌均瑶国际广场（只包含商场）
- 武汉均瑶房地产开发有限公司[5]
- 大同市均瑞房地产开发有限公司[6]

- 爱建集团（上交所：600643）

汽車
- 云度汽车[7]